# Lombarda (Croazia)
Lombarda (in croato Lumbarda) è un comune di 1 224 abitanti che si trova nell'isola di Curzola, nella regione raguseo-narentana in Croazia.

## Geografia fisica
Lombarda è centro di un comune con poco più di mille abitanti e dista sei chilometri da Curzola verso est. È posizionato fra una serie di piccole insenature sulla costa e le colline circostanti ed è circondata dai campi sabbiosi dei vigneti. Il vino locale tipico è il "Grk".

## Storia
Nel III secolo a.C. sorse una colonia ellenica da cui sono giunte una nota iscrizione (Psefisma) e alcuni vasi recuperati dalle tombe, ora nel Museo civico. Una villa rustica romana sorgeva nella parte nord-orientale dell'attuale abitato, nei pressi della spiaggia detta oggi Bilin zalo.
L'ipotesi che Lombarda possa aver preso nome da una comunità di lombardi radicatisi a Curzola ai tempi della Repubblica di Venezia non trova riscontro storico; più probabile è invece che il nome sia dovuto alla postazione di una lombarda (originario nome medievale della bombarda) in una torre o bastida di difesa costiera colà tenuta da Venezia a guardia dalle incursioni dei pirati segnani o degli uscocchi narentini.
Vi si parlò la lingua veneta fino alla seconda guerra mondiale.

## Località
Il comune di Lombarda non è suddiviso in frazioni (naselja).

## Galleria d'immagini

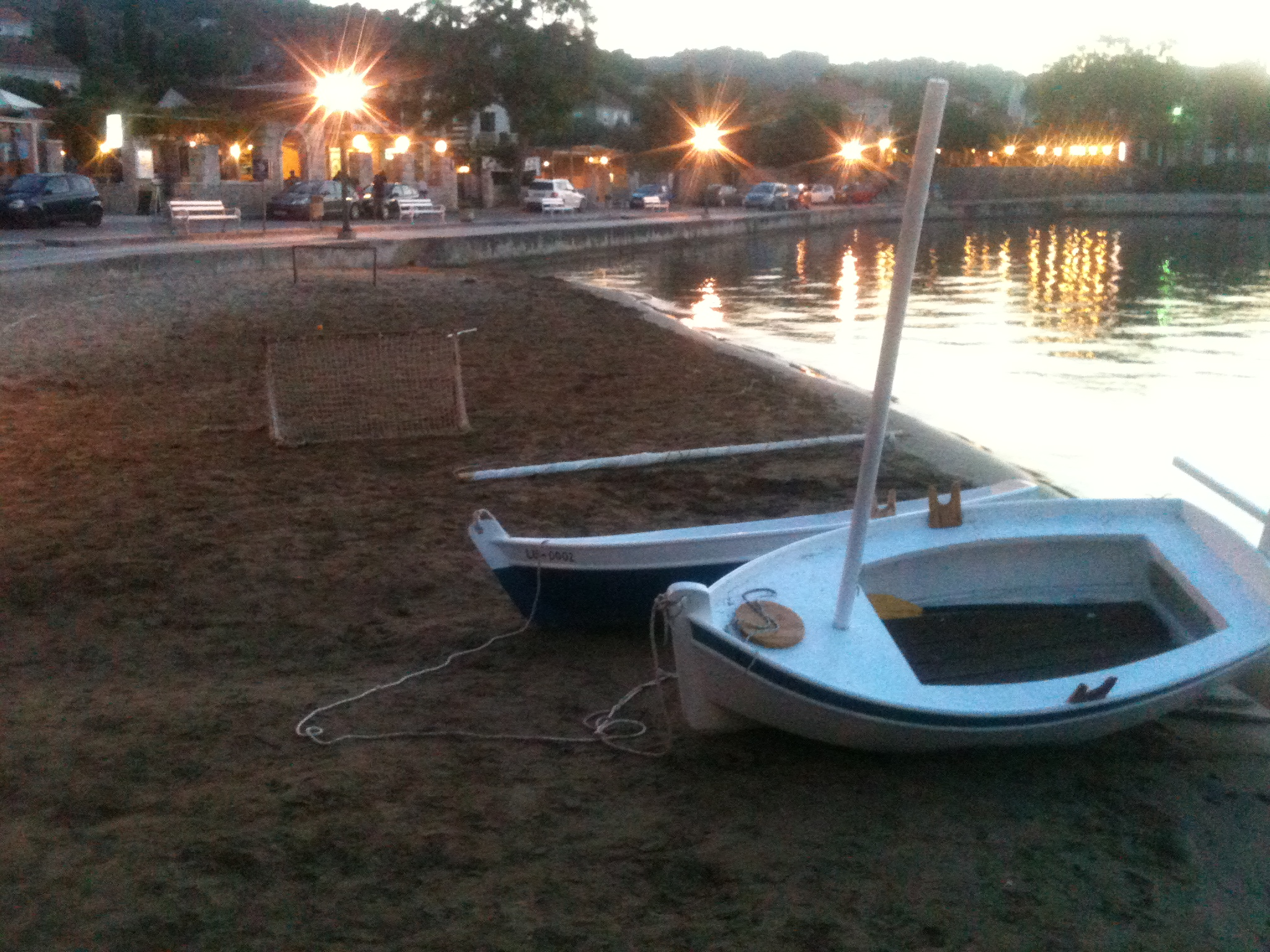
Il centro di Lumbarda